# My Dying Bride
My Dying Bride je engleski heavy metal-sastav osnovan 1990. Do danas je sastav izdao jedan demoalbum, tri EP-a, nekoliko singlova, trinaest studijskih albuma, jedan box set, četiri kompilacije, jedan koncertni album, jedan live CD / DVD izdanje, i nekoliko video izdanja. Sastav je izdao svoj trinaesti studijski album The Ghost of Orion 6. ožujka 2020. My Dying Bride, zajedno sa sastavima poput Anathema i Paradise Lost, jedan je od pionira death/doom žanra.

## Povijest
Sastav su osnovali su u Bradfordu u lipnju 1990. gitarist Andrew Craighan i bubnjar Rick Miah uz pjevača Aarona Stainthorpeoa i gitarista Calvina Robertshawa nakon raspada njihovog prethodnog sastava Abiosis. U veljači 1991. objavili su svoj prvi demoalbum Towards the Sinister. Godine 1992. objavljen je EP Symphonaire Infernus et Spera Empyrium. Nakon ovog izdanja, sastavu se pridružio basist Adrian Jackson. Iste godine objavljen je prvi studijski album As the Flower Withers.
Nakon objavljena As the Flower Withers sastav je imao  turneje po Ujedinjenom Kraljevstvu i Europi. Godine 1993. objavljen je drugi EP sastava zvan The Thrash of Naked Limbs. Iste godine sastavu se pridružio prethodno studijski i koncertni klavijaturist Martin Powell. Godine 1993. objavljen je drugi studijski album Turn Loose the Swans. Godine 1994. objavljen je treći EP I Am the Bloody Earth. 
Godine 1995. objavljen je treći album The Angel and the Dark River. Nakon objavljena ovog albuma sastav je svirao na turneji na nekoliko festivala te je iste godine objavljen prvi kompilacijski album Trinity na kojem su se pojavile pjesme sa sva tri EP-a sastava. Krajem 1995. sastav je svirao na turneji s Iron Maidenom.
Četvrti album Like Gods of the Sun objavljen je 1996. Peti album sastava bio je eksperimentalni 34.788%... Complete. Godine 1999. objavljen je album The Light at the End of the World. Nakon ovog izdanja sastav je objavio dvije kompilacije; Meisterwerk 1 i Meisterwerk 2. Nakon što je sastav napustio gitarist Calvin Robertshaw, sastavu se pridružio Hamish Glencross. Godine 2001. objavljen je sedmi album The Dreadful Hours. Od 2003. do 2004. diskografska kuća Peaceville Records ponovno je objavila prethodne albume sastava.
Godine 2004. objavljen je album Songs of Darkness, Words of Light. Godine kasnije sastav je objavio kompilacije Anti-Diluvian Chronicles. Tijekom zime 2005. i 2006. sastav je radio na albumu A Line of Deathless Kings koji je objavljen 9. listopada 2006. Prije objavljena ovog albuma, bubnjar Shaun Taylor-Steels napustio je sastav. Godine 2007. sastav je također napustio basist Adrian Jackson i studijski bubnjar John Bennett. Pridružili su se Lena Abé i Dan Mullins. Godine 2009. pojavio se deseti album For Lies I Sire. Dana 26. listopada iste godine objavljen je EP/DVD Bring Me Victory. 
Album A Map of All Out Failures objavljen je 2012. Godine 2015. objavljen je dvanaesti album sastava Feel the Misery a 2020. objavljen je trinaesti album The Ghost of Orion. 

## Članovi
| Trenutni članovi - Andrew Craighan – gitara (1990. – danas) - Aaron Stainthorpe – vokal (1990. – danas) - Lena Abé – bas-gitara (2007. – danas) - Dan Mullins – bubnjevi (2007. – 2012., 2023. – danas) - Shaun MacGowan – klavijature, violina (2009. – danas) - Neil Blanchett – gitara (2019. – danas) Koncertni članovi - Martin Powell – klavijature, violina (1991. – 1992.) - Yasmin Ahmed – klavijature (1999. – 2002.) - John Bennett – bubnjevi (2006. – 2007.) - David Gray – bubnjevi (2010. – 2013.) - Dan Mullins – bubnjevi (2013. – 2017., 2022. – 2023.) - Robb Philpotts – gitara (2014.) - Shaun Taylor-Steels – bubnjevi (2017.) | Bivši članovi - Rick Miah – bubnjevi (1990. – 1997.) - Calvin Robertshaw – gitara (1990. – 1999., 2014. – 2018.) - Adrian "Ade" Jackson – bas-gitara (1991. – 2007.) - Martin Powell – klavijature, violina (1992. – 1998.) - Bill Law – bubnjevi (1998.) - Shaun Taylor-Steels – bubnjevi (1999. – 2006., 2017. – 2018.) - Hamish Glencross – gitara (1999. – 2014.) - Sarah Stanton – klavijature (2002. – 2008.) - Katie Stone – klavijature, violina (2008. – 2009.) - Jeff Singer – bubnjevi (2018. – 2022.) |

## Diskografija
Studijski Albumi
- As the Flower Withers (1992.)
- Turn Loose the Swans (1993.)
- The Angel and the Dark River (1995.)
- Like Gods of the Sun (1996.)
- 34.788%... Complete (1998.)
- The Light at the End of the World (1999.)
- The Dreadful Hours (2001.)
- Songs of Darkness, Words of Light (2004.)
- A Line of Deathless Kings (2006.)
- For Lies I Sire (2009.)
- Evinta (2011.)
- A Map of All Our Failures (2012.)
- Feel the Misery (2015.)
- The Ghost of Orion (2020.)
- A Mortal Binding (2024.)

EP-ovi
- Symphonaire Infernus et Spera Empyrium (1991.)
- The Thrash of Naked Limbs (1993.)
- I Am the Bloody Earth (1994.)
- Bring Me Victory (2009.)
- The Barghest o' Whitby (2011.)
- The Manuscript (2013.)

Demo uradci
- Towards the Sinister (1990.)